# کارناوال (فیلم ۱۹۲۱)
کارناوال (انگلیسی: Carnival) فیلمی در ژانر درام است که در سال ۱۹۲۱ منتشر شد. از بازیگران آن می‌توان به آیوور نوولو اشاره کرد.